# Elecciones presidenciales de Polonia de 2010
Las elecciones presidenciales de Polonia de 2010 determinaron quién ejercería la presidencia polaca para el período 2010-2015. La primera ronda se efectuó el 20 de junio de 2010; sin embargo, como ningún candidato alcanzó la mayoría absoluta de los votos, se llevó a cabo una segunda vuelta electoral el 4 de julio entre los dos candidatos que obtuvieron la mayor votación, siendo electo Bronisław Komorowski. Para el momento de las elecciones, Komorowski ejercía el cargo de Presidente interino de Polonia, después de haber sucedido a Lech Kaczyński, quien murió el 10 de abril de 2010, en un accidente aéreo en la base aérea de Smolensk. El hermano gemelo de Lech Kaczyński, Jarosław Kaczyński, fue el otro candidato presidencial que acompañó a Komorowski en el balotaje.

## Contexto
Las elecciones fueron adelantadas unos tres meses debido a la muerte del presidente Lech Kaczyński, quien aspiraba optar por la reelección. El senador Jerzy Szmajdziński, precandidato presidencial por la Alianza de la Izquierda Democrática, murió también en el mismo accidente que Kaczyński. Además de Szmajdziński, dos senadores más murieron en el accidente, por lo que el 20 de junio se llevaron también elecciones senatoriales para ocupar sus escaños.
Después de que el presidente Lech Kaczyński falleciera en un accidente aéreo el 10 de abril de 2010, la Constitución requería que el presidente del Sejm, Bronisław Komorowski, anunciara en un plazo límite de dos semanas la convocatoria de elecciones en los siguientes 60 días. La fecha elegida fue el 20 de junio de 2010.
Veintidós candidatos hombres se presentaron ante la Comisión Electoral Nacional, pero seis fueron rechazados por no haber podido recoger mil firmas de apoyo. Posteriormente siete candidatos fueron marginados de las elecciones por no haber cumplido con el requisito final de recoger cien mil firmas.

## Resultados

### Primera vuelta

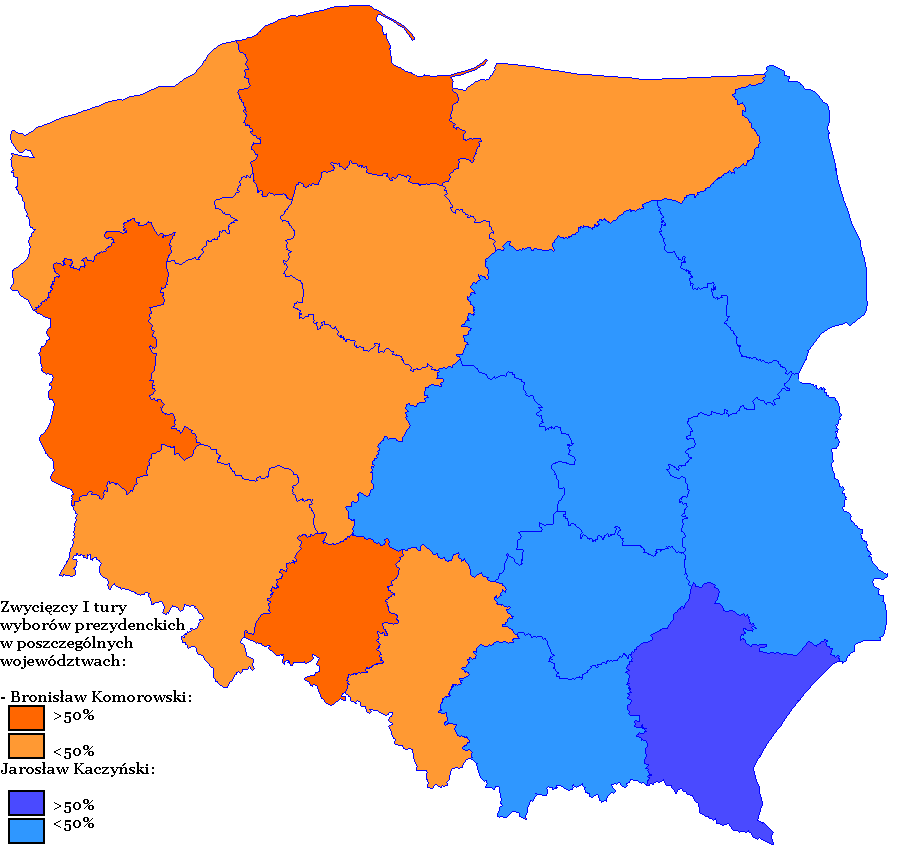
Resultados de la primera vuelta por Vovoidatos

Resultados de la primera vuelta por Powiats

|  | 41.54 % |

|  | 36.46 % |

|  | 13.68 % |

|  | 2.48 % |

|  | 1.75 % |

|  | 1.44 % |

|  | 1.28 % |

|  | 1.06 % |

|  | 0.18 % |

|  | 0.13 % |

|  | 100.00 % |

### Segunda vuelta

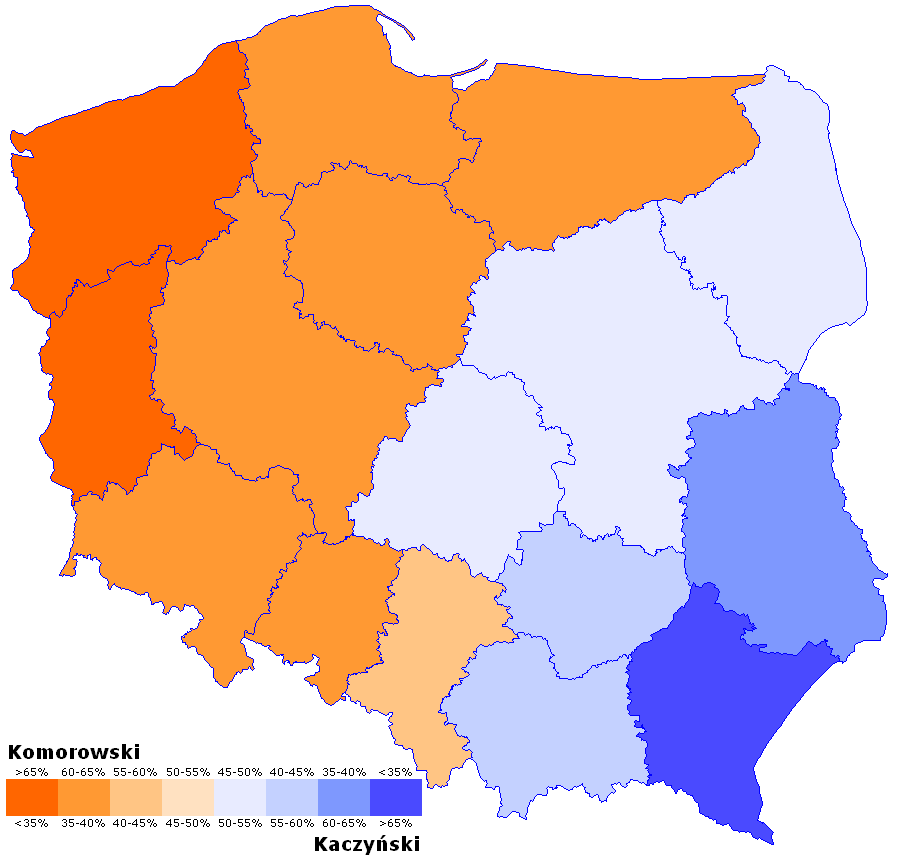
Resultados de la segunda vuelta por Vovoidatos

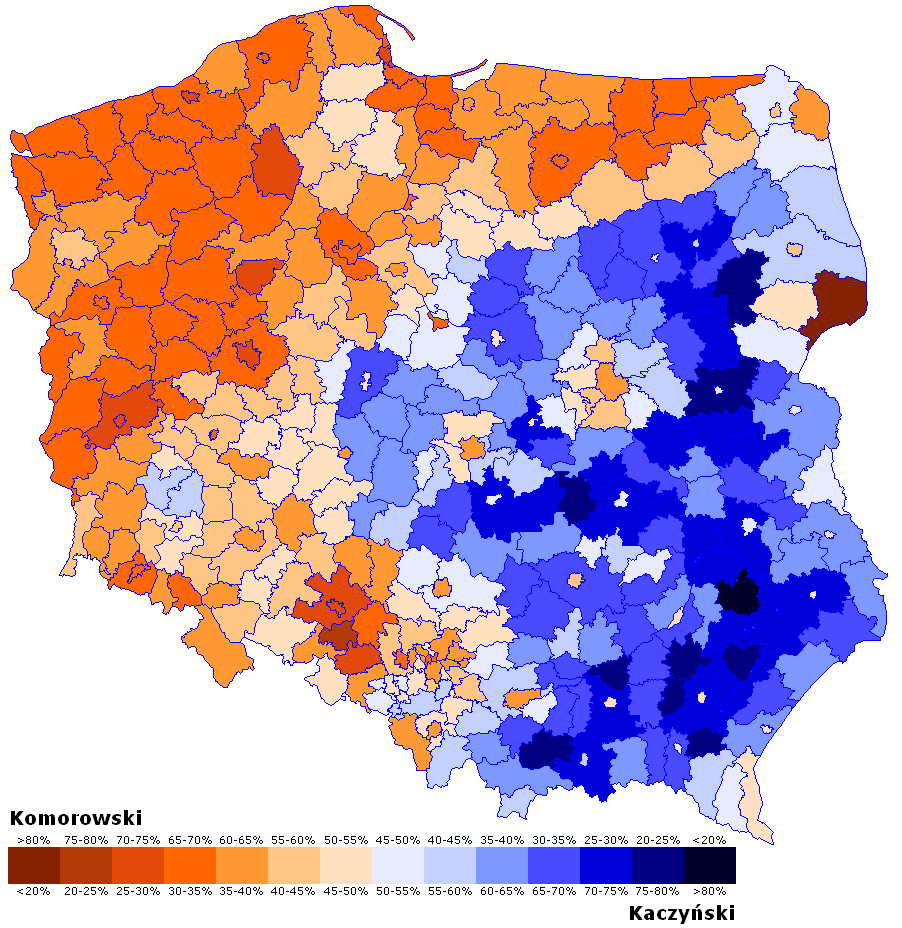
Resultados de la segunda vuelta por Powiats

|  | 53.01 % |

|  | 46.99 % |

|  | 100.00 % |